# Ramon Benito Martínez
Pour les articles homonymes, voir Benito.
Benito  Martínez est un nom espagnol. Le premier nom de famille, en général paternel, est Benito ; le second, en général maternel, souvent omis, est Martínez.
Ramon Benito Martínez, né le 29 août 1974 à Tordera (Catalogne) est un entraîneur et ancien joueur espagnol de rink hockey.

## Biographie
Il a fait ses études à l'université espagnole de Gérone.
Il commence sa carrière avec le Club Patí Tordera dont il intègre l'équipe première en 1993. Il joue ensuite une année pour le Blanes Hoquei Club avant de rejoindre le Club Patí Vic en 1996 où il s'impose comme un cadre de l'équipe et gagne sa première coupe d'Espagne.
L'étape la plus importante de sa carrière est son départ pour le FC Barcelone en 1999. Il y gagne absolument tous les titres.
En 2006 il rejoint à nouveau le Blanes Hoquei Club.
En juin 2010, il a pris la décision de terminer sa carrière de joueur qui aura duré 18 ans. Il est actuellement entraîneur du club de Blanes.

## Palmarès
- Club Patí Vic
  - 1 Coupe d'Espagne (1998/99)

- FC Barcelone
  - 5 Coupes Continentales (2000/01, 2001/02, 2002/03, 2004/05, 2005/06)
  - 5 Ligues européennes (1999/00, 2000/01, 2001/02, 2003/04, 2004/05)
  - 1 Coupe CERS (2005/06)
  - 2 Supercoupes d'Espagne (2003/04, 2004/05)
  - 7 Ligues espagnoles (1999/00, 2000/01, 2001/02, 2002/03, 2003/04, 2004/05, 2005/06)
  - 4 Coupes d'Espagne (1999/00, 2001/02, 2002/03, 2004/05)
  - 3 Coupes Iberiques (1999/00, 2000/01, 2001/02)

- Blanes Hoquei Club
  - 2 Grup Tarradellas Cup (2006, 2007)